# ミシュ・メシャロス
ミシュ・メシャロス（Michu Meszaros,  1939年10月1日 - 2016年6月12日）は、ハンガリー生まれでアメリカ合衆国の俳優、スタントマンである。

## 来歴
1939年、ハンガリーのブダペストに生まれる。1973年に渡米し、小人症による83センチの身長を活かしてアメリカ国内の著名なサーカス団として知られるリングリング・ブラザーズ・アンド・バーナム・アンド・ベイリー・サーカスのメンバーとして活躍。その後も別のサーカス団で、アクロバットやジャグリングなどを得意として活動を継続。
1986年にNBCが制作したテレビドラマシリーズ『アルフ』で、タイトルロールで地球人一家の家に居候するメルマック星からやって来た宇宙人の「アルフ」の中の人を演ずる。基本的にアルフは操り人形を使用していたが、歩いたり走ったりするシーンに関してはミシュが着ぐるみを着て演じた。1988年には、ザック・ギャリガン主演のホラーコメディ映画『ワックス・ワーク』で映画デビュー。その後もポール・ルーベンスが人気キャラクター、ピーウィー・ハーマンに扮した『ピーウィー・ハーマンの空飛ぶサーカス』などへも出演。低身長を活かし、俳優、スタントマンとして活躍した。

### 死去
2016年、カリフォルニア州のトーランスで死去。もともと患っていた脳梗塞で健康状態を崩していた最中、自宅で倒れ、病院へ搬送されたがそのまま帰らぬ人となった。

## 出演作品

### 映画
- ワックス・ワーク Waxwork (1988)
- ピーウィー・ハーマンの空飛ぶサーカス Big Top Pee-wee (1988)
- ザ・ハルマゲドン／ワーロック リターンズ Warlock: The Armageddon (1993)
- Freaked (1993)
- Death to Cupid (2015) ※短編

### テレビドラマ
- アルフ ALF (1986 - 2004)
- Dear John  (1991)